# 小行星7655
小行星7655（7655 Adamries）是一颗绕太阳运转的小行星，为主小行星带小行星。该小行星于1991年12月28日发现。

## 轨道参数
小行星7655的轨道半长轴为2.4168235 UA，离心率为0.138。